# Project Derde Spoor Zevenaar - Duitsland

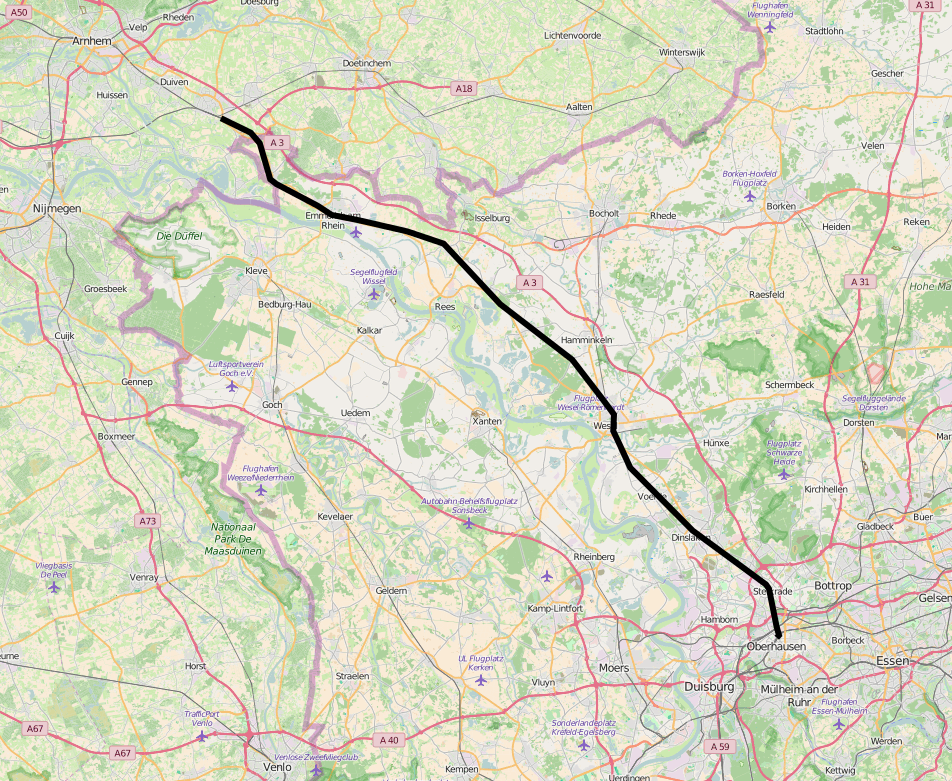
Spoorkaart met het traject tussen Zevenaar en Oberhausen

Het project Derde Spoor Zevenaar - Duitsland is een spoorwegproject van ProRail en DB Netze. Tussen 2016 en 2023 wordt het spoor tussen Zevenaar-Oost en Oberhausen uitgebreid om een toenemende hoeveelheid goederenvervoer via de Betuweroute mogelijk te maken. In 2020 moeten er 160 goederentreinen per dag de grens kunnen passeren, terwijl de huidige tweesporige situatie is gelimiteerd tot 120 goederentreinen per dag. Daarnaast wordt de grensovergang ook gebruikt voor passagierstreinen zoals de ICE en andere internationale treinen. Een extra spoor zorgt ervoor dat de snellere passagierstreinen en de langzamere goederentreinen elkaar niet hinderen.

## Nederlands deel
In de spoorlijn Amsterdam - Elten tussen Zevenaar en de grens met Duitsland wordt een derde spoor aangelegd over een lengte van 3 kilometer. Daarnaast wordt het wisselcomplex aan het einde van de Betuweroute verplaatst naar de grens met Duitsland. Ook wordt een goederenwachtspoor verwijderd en het oostelijke wachtspoor omgezet in doorgaand spoor. Daarnaast wordt er een voetpad over het spoor gemaakt ter hoogte van het Kloosterpad, een viaduct over het spoor bij de N812, een onderdoorgang onder het spoor bij de Kwartiersedijk en verlenging van enkele (eco)duikers. Volgens de planning moet dit deel eind 2018 zijn afgerond.

## Duitse deel
In de spoorlijn Oberhausen - Arnhem wordt een extra spoor aangelegd over een lengte van ongeveer 70 kilometer. Hiermee wordt de tweesporige verbinding driesporig. Hierbij worden geluidsschermen geplaatst, worden 11 stations verbouwd, worden 47 viaducten of bruggen verbouwd of aangelegd en worden 55 overwegen vervangen door ongelijkvloerse kruisingen. Daarnaast wordt het beveiligingssysteem ERTMS aangelegd, dat ook al op de Betuweroute gebruikt wordt.
Er wordt uitgebreid naar een driesporige situatie omdat een viersporige situatie volgens het Duitse ministerie nagenoeg onmogelijk is, vanwege de bebouwde omgeving waar het spoor doorheen gaat.
De werkzaamheden gingen in november 2024 van start en duren zo'n 80 weken tot en met mei 2026, waarvan de spoorlijn circa 20 weken geheel buiten dienst is. De goederentreinen rijden in deze periode (deels) vooral om via Bad Bentheim en de Betuweroute, de ICE-treinen Amsterdam – Frankfurt rijden via Venlo. De regionale treinen worden vervangen door bussen.